# پائولا کوستینیا
پائولا کوستینیا (انگلیسی: Paulo Costinha؛ زادهٔ ۲۲ سپتامبر ۱۹۷۳) بازیکن فوتبال اهل پرتغال است.
از باشگاه‌هایی که در آن بازی کرده‌است می‌توان به باشگاه ورزشی تنریف، باشگاه فوتبال اسپورتینگ، باشگاه فوتبال بلننسس، باشگاه فوتبال بوآویشتا، باشگاه فوتبال لیریا، و باشگاه فوتبال پورتو اشاره کرد.
وی همچنین در تیم‌های ملی فوتبال زیر ۲۰ سال پرتغال و زیر ۲۱ سال پرتغال بازی کرده‌است.